# إنغا دودتشينكو
إنغا دودتشينكو ((بالإنجليزية: Inga Dudchenko)‏) (من مواليد 28 مايو 1988) هي لاعبة تجديف من كازاخستان.
شاركت في دورة الألعاب الآسيوية 2006 في الدوحة، قطر.